# Alan Plater
Alan Frederick Plater, CBE, FRSL (* 15. April 1935 in Jarrow, South Tyneside, Tyne and Wear; † 25. Juni 2010 in London) war ein englischer Dramatiker, Schriftsteller und Drehbuchautor.

## Leben
Nach der Schulausbildung studierte Alan Plater zunächst Architektur, begann jedoch frühzeitig eine schriftstellerische Tätigkeit und veröffentlichte 1958 erste Beiträge in der satirischen Zeitschrift Punch. Ab 1960 war er ausschließlich als Autor tätig und zeichnet sich durch ein umfangreiches Gesamtwerk aus, welches seine Herkunft aus der Arbeiterklasse, seine politische Einstellung und sein Interesse für Jazz reflektiert.
Von 1963 bis 1965 war er regelmäßig Drehbuchautor der BBC-Fernsehserie Z Cars sowie Autor von Fernsehspielen wie Ted's Cathedral (1964), Close the Coalhouse Door (1968) und The Land of Green Ginger (1974). Daneben war er auch Drehbuchautor der Fernsehversionen von The Good Companions (1980), nach einem Roman von John Boynton Priestley, Fortunes of War (1987), nach den Romanen von Olivia Manning sowie von A Very British Coup (1988), mit Ray McAnally nach dem Roman des Politikers Chris Mullin von der Labour Party. Für die 27. Folge der Serie Inspector Barnaby mit dem Titel A Tale of Two Hamlets (Das Haus des Satans) schrieb er 2003 das Drehbuch. 
Plater schrieb Beiträge für die Zeitung The Guardian und war Drehbuchautor für Filme wie The Virgin and the Gypsy (1969), 18 Stunden bis zur Ewigkeit (1974) sowie für Priest of Love (1980), einer Filmbiografie über den Schriftsteller D. H. Lawrence. Außerdem verfasste er die Romane The Beiderbecke Affair (1985) und Misterioso (1987).
Für seine literarischen Verdienste wurde er 1985 Fellow der Royal Society of Literature sowie 1991 der Royal Society of Arts. 1989 wurde ihm der BAFTA TV Award für das Beste Drehbuch verliehen. 2004 ernannte man ihn zum Commander of the British Empire.